# Sharon Stouder
Sharon Marie Stouder (Altadena, Califòrnia, 9 de novembre de 1948 - 23 de juny de 2013) va ser una nedadora estatunidenca, guanyadora de quatre medalles olímpiques.
Va participar, als 15 anys, en els Jocs Olímpics d'Estiu de 1964 realitzats a Tòquio (Japó), on va aconseguir guanyar la medalla d'or en els 100 metres papallona, la prova de relleus 4x100 metres lliures i 4x100 metres estils, aconseguint sengles rècords del món amb un temps d'1:04.7minuts, 4:03.8 minuts i 4:33.9 minuts respectivament. Així mateix aconseguí guanyar la medalla de plata en la prova dels 100 metres lliures, quedant a 0.4 segons de la vecedora, le nedadora australiana Dawn Fraser.
Al llarg de la seva carrera guanyà dues medalles en els Jocs Panamericans, ambdues d'or.